# Manoir du Bais
Le manoir du Bais est une demeure, du XVe siècle, qui se dresse sur le territoire de la commune française de Cambremer, dans le département du Calvados, en région Normandie. L'édifice est partiellement protégé aux monuments historiques.

## Localisation
Le manoir est situé au creux d'un vallon, à 1,8 km au nord de la commune de Cambremer, dans le département français du Calvados.

## Historique
Depuis le milieu du XIIe siècle possession des seigneurs de Bais, dont un Robert du Bais, le fief échoit au XVe siècle à la famille Le Gouez, puis au XVIe siècle par suite d'alliances aux Malfillastre, et au tout début du XVIIIe siècle à la famille du Bois, et sera la résidence habituelle du comte Louis-Thibault du Bois de Bais, député à la Convention, puis sénateur d'Empire. Le château passa ensuite par alliance au comte de Monts de Savasse.

## Description
Le manoir  daté de la fin du XVe est remanié au XVIIIe siècle (1786).
Les diverses parties du manoir, la poterne, le corps de logis et le colombier, entourées de douves, sont construites en brique et en pierre de taille, comme nombre d'édifices du pays d'Auge.
De l'ancienne place forte, ne subsiste qu'un petit bâtiment rectangulaire prolongé par un mur s'adossant à la poterne. La tour rectangulaire datée de 1460 est complétée d'une tourelle d'escalier sur laquelle s'accroche une échauguette cylindrique. Le corps de logis, de plan rectangulaire, a été remanié au XVIIIe siècle. Des pans de bois ont été retrouvés sur un des pignons à la suite de travaux.
Le pigeonnier de plan hexagonal en colombage daté de la fin du XVIe siècle, a été transformé également au XVIIIe siècle.
Le pressoir (fin du XVe siècle ou début du XVIe siècle) a été aménagé dans une ancienne aire à battre et un grenier. Il a été augmenté d’une aile pour l’installation d’une presse à longue étreinte.

## Protection
Au titre des monuments historiques :
- les façades et toitures du corps de logis sont inscrites par arrêté du 27 novembre 2000 ;
- la poterne en totalité avec le pont et les douves ; les façades et les toitures de l'ancien colombier ; les façades et les toitures du bâtiment des communs attenant à la poterne ; les façades et toitures de l'ancien pressoir en pans de bois ; le salon du corps de logis décoré de papiers peints hollandais sont classés par arrêté du 13 juin 2001.